# Autoserica rosettae
Autoserica rosettae är en skalbaggsart som beskrevs av Frey 1972. Autoserica rosettae ingår i släktet Autoserica och familjen Melolonthidae. Inga underarter finns listade.